# Aglaja berrieri
Aglaja berrieri is een slakkensoort uit de familie van de Aglajidae. De wetenschappelijke naam van de soort is voor het eerst geldig gepubliceerd in 1935 door Dieuzeide.